# فرودگاه کوهوگو
فرودگاه کوهوگو  (به انگلیسی: Korhogo Airport) یک فرودگاه با کد یاتا HGO است . این فرودگاه در شهر کوهوگو کشور ساحل عاج قرار دارد.